# 천장호
천장호(千長鎬, 1948년 ~ )는 대한민국의 공학자이자 교육자이다. 제9대 광운대학교 총장을 지냈다.

## 생애
비평준화시절 최고 명문 고등학교이던 서울고등학교를 1968년 졸업했다.
서울고등학교 20회 동기로는 김관진 전 국방부장관(육군사관학교), 강호문 삼성전자 부회장(서울대), 이민주 에이티넘파트너스 회장(연세대), 유웅석 전 SK건설 사장(서울대), 이종수 SH공사 사장(서울대)등이 있다.  당시의 서울고등학교는 졸업생 대부분이 서울대학교, 연세대학교, 고려대학교, 육군사관학교, 한양대학교 공과대학 등 최고 명문 학부에 진학하던 시절이었다.
고등학교를 졸업한 해, 현 광운대학교의 전신인 광운전자공과대학을 수석 입학하였다.
재학중 5.16장학생(현 정수장학생)에 선발되어, 지원을 받았다.
7년후인 1972년 수석 졸업했다.
광운대학교 전자공학과 교수로 부임한 뒤 연구처장, 중앙도서관장, 대학신문 주간, 학생처장, 부총장 등을 지내고, 2014년 1월 광운대학교 제9대 총장으로 취임하였다.  2024년 2월 광운대학교 제12대 총장으로 취임.

### 무보수선언
천장호 총장은 임기 동안 보수를 받지 않겠다며 '무보수 선언'을 한 것으로 알려져 화제가 되었다.

### 정직서약
광운대학교 총장으로 재임중이던 2014년, 1학기 중간고사부터 모든 광운대학교 학생이 답안지 윗부분에 적힌 ‘나는 내 명예를 걸고 부끄럼 없이 정직하게 시험에 임할 것을 서약합니다’라는 글에 서명을 하고 시험을 보는 '정직서약'을 시도해 화제가 되었다.

## 학력
- 광운대학교 전자공학과
- 연세대학교 대학원 공학 석사
- 스티븐스 공과대학교 대학원 공학 박사